# Kopidlo
Kopidlo (en allemand : Kopidlno) est une commune du district de Plzeň-Nord, dans la région de Plzeň, en République tchèque. Sa population s'élevait à 139 habitants en 2022.

## Géographie
Kopidlo se trouve à 6 km à l'est-nord-est de Plasy, à 24 km au nord-nord-est de Plzeň et à 72 km à l'ouest-sud-ouest de Prague.
La commune est limitée par Výrov au nord, par Kozojedy à l'est, par Kočín au sud, et par Plasy à l'ouest.

## Histoire
La première mention écrite de la localité date de 1181.

## Transports
Par la route, Kopidlo se trouve à 6 km de Kralovice, à 29 km de Plzeň et à 93 km de Prague. 